# Rubinstep

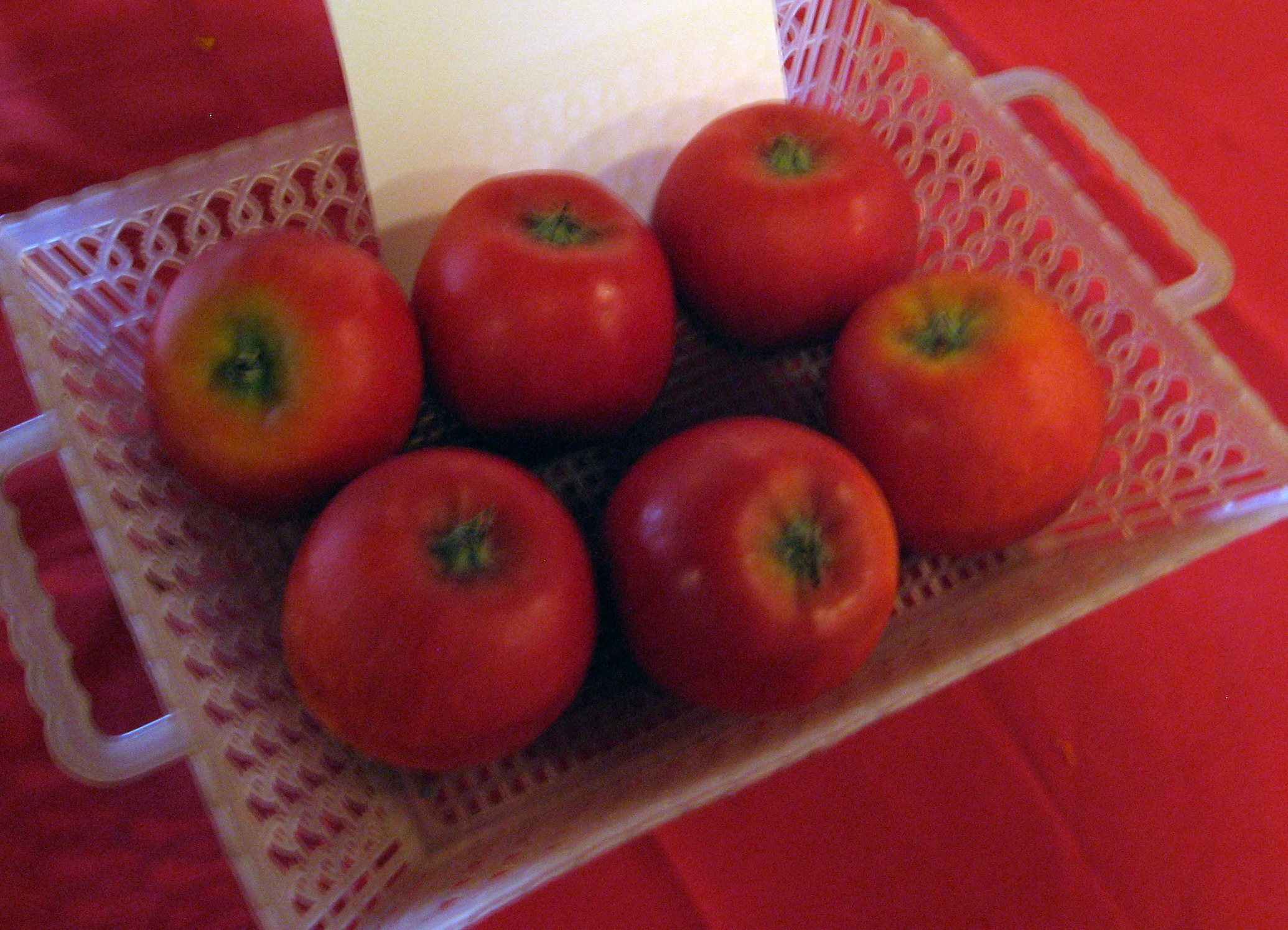

Rubinstep (Malus domestica 'Rubinstep') je ovocný strom, kultivar druhu jabloň domácí z čeledi růžovitých. Plody jsou řazeny mezi odrůdy zimních jablek, sklízí se v říjnu, dozrává v prosinci, skladovatelné jsou do dubna. Odrůda je považována za středně a méně odolnou vůči houbovým chorobám. Plody jsou považovány za atraktivní.

## Historie

### Původ
Byla vyšlechtěna v ČR. Odrůda vznikla zkřížením odrůd 'Rubín' a 'Clivia'. Odrůdu zaregistrovala firma Sempra Praha, a. s. v roce 2003.

## Vlastnosti
Nezbytná je důkladnou probírka plůdků pro zvětšení plodů a zabránění střídavé plodnosti.

### Růst
Růst odrůdy je bujný, později střední. Pravidelný řez je vhodný, koruna je během vegetace, především v počátečních letech, zahušťována výhony. Vhodný je zejména letní řez. Plodonosný obrost na dlouhých i krátkých výhonech.

## Plodnost
Plodí středně brzy, bohatě a s probírkou pravidelně.

## Plod
Plod je kulovitý, střední. Slupka suchá, bledě zelené zbarvení, které během skladování žloutne, je překryté oranžovou barvou s červeným žíháním. Dužnina je krémová s nasládlou chutí, aromatická.

## Choroby a škůdci
Odrůda je středně odolná proti strupovitosti jabloní a málo odolná k padlí. Podle jiných zdrojů je středně odolná k padlí a málo odolná k strupovitosti jabloní.

## Použití
Je vhodná ke skladování a přímému konzumu. Odrůdu lze použít do teplých poloh a na vhodná stanoviště středních poloh. Odrůda preferuje vlhké propustné půdy. Přestože je růst odrůdy bujný až střední, je doporučováno pěstování odrůdy na slabě a středně rostoucích podnožích ve tvarech jako zákrsky, čtvrtkmeny a vřetena.